# Ricardo Güiraldes

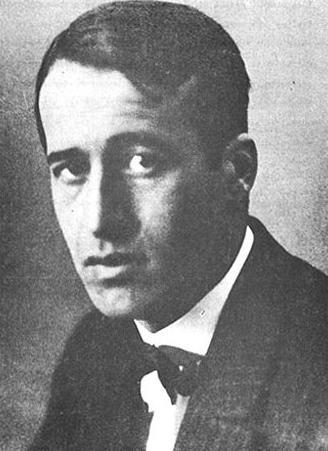
Ricardo Güiraldes

Ricardo Güiraldes (* 13. Februar 1886 in Buenos Aires; † 8. Oktober 1927 in Paris) war ein argentinischer Schriftsteller, der international durch seinen 1926 erschienenen Roman Don Segundo Sombra (deutsch: Das Buch vom Gaucho Sombra) bekannt wurde.

## Leben und literarisches Schaffen
Güiraldes stammt aus einer wohlhabenden Familie des Landadels. Sein Vater war ein kultivierter und gebildeter Mann und beeinflusste Ricardo mit seinem Kunstinteresse. Als Ricardo ein Jahr alt ist, zieht die Familie nach Europa, wo er schon als Kind Französisch und Deutsch lernt. Den größten Teil seiner Kindheit und Jugend verbringt er auf der Estancia seiner Eltern in San Antonio de Areco bei Buenos Aires. Dort erlebt er das Landleben der Gauchos hautnah mit, das er später in seinem bekanntesten Roman, Don Segundo Sombra, literarisch verarbeitet.
Güiraldes studiert Architektur, Jura und Sozialwissenschaften ohne jedoch das Studium abzuschließen. 1910 unternimmt er ausgedehnte Reisen nach Europa, Indien, Japan, Russland und den Nahen Osten. Er bleibt in Paris, wo er Zugang zur französischen Literatur der Avantgarde findet, und beschließt, Schriftsteller zu werden. Zunächst gibt er sich jedoch dem Kultur- und Nachtleben der französischen Metropole hin; seine literarischen Ambitionen bleiben im Keim stecken.
Nach seiner Rückkehr nach Buenos Aires 1912 heiratet er im Jahr 1913 Adelina del Carril, die Tochter einer vornehmen Familie der Stadt. Im gleichen Jahr erscheinen seine ersten Erzählungen, 1915 sein erstes Buch, der Gedichtband El cencerro de cristal. Zu seiner literarischen Arbeit wird er von Leopoldo Lugones ermutigt, hat aber zunächst keinen Erfolg.
1916 reist er mit seiner Frau an die Pazifikküste, nach Kuba und Jamaika. Aus den Reisenotizen geht der Entwurf für den erst 1923 fertiggestellten Roman Xaimaca hervor: die Chronik einer Reise von Buenos Aires nach Jamaika, während der sich diskret eine Liebesgeschichte abspielt. 1917 erscheint der autobiographisch gefärbte Roman Raucho: Es ist die Geschichte eines reichen Argentiniers, der in Paris um Vermögen und Gesundheit kommt und sich nach den ländlichen Gefilden seiner Jugend sehnt.
1919 und 1922 reist Güiraldes mit seiner Frau wieder nach Europa. 1922 erscheint der Roman Rosaura, ein melancholischer, ironisch getönter, ländlicher Liebesroman. In dieser Zeit vollzieht sich ein intellektueller und spiritueller Wandel in seinem Denken: Er beginnt sich für Theosophie und orientalische Philosophie zu interessieren. Inzwischen stoßen seine Werke in Buenos Aires mit dem Aufkommen der avantgardistischen Bewegungen, vor allem des Ultraismus, auf breite Akzeptanz. 1924 ist Güiraldes Mitbegründer der ultraistischen Zeitschrift Proa, die in Argentinien aber nicht erfolgreich ist.
Der Höhepunkt seines literarischen Schaffens ist der 1926 veröffentlichte Roman Don Segundo Sombra. Don Segundo ist die Idealgestalt eines Gaucho, des argentinischen Helden der Pampa.
1927 unternimmt Güiraldes seine letzte Reise nach Europa. Er erkrankt an Lymphdrüsenkrebs (Morbus Hodgkin) und stirbt im Haus seines Freundes Alfredo González Garaño in Paris. Sein Leichnam wird nach Buenos Aires überführt und in seiner Heimatstadt San Antonio de Areco beigesetzt.

## Werke

### Im Original

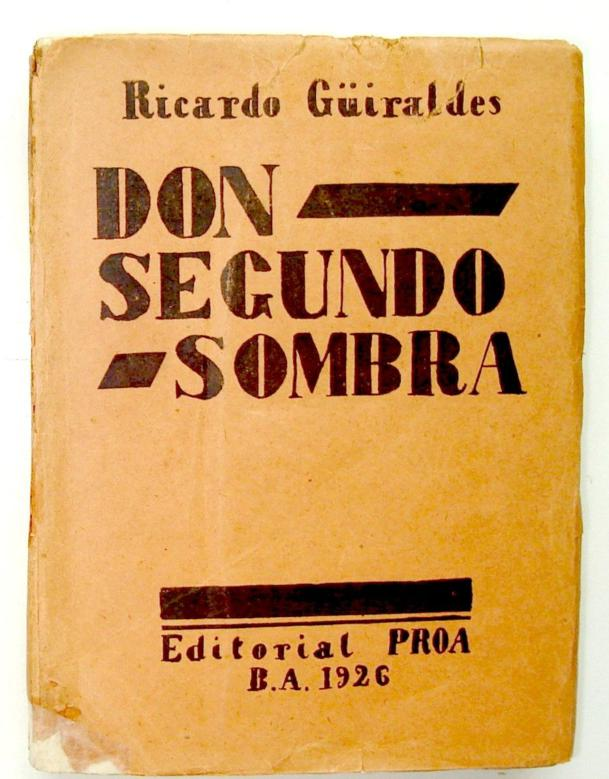
Don Segundo Sombra (1926).

- El cencerro de cristal (1915). Lyrik.
- Cuentos de muerte y sangre (1915). Erzählungen.
- Aventuras grotescas (1917). Erzählungen.
- Trilogía cristiana (1917). Erzählungen.
- Raucho (1917). Roman.
- Rosaura (1922). Roman.
- Xaimaca (1923). Roman.
- Don Segundo Sombra (1926). Roman.
- Poemas místicos (posthum erschienen, 1928). Lyrik.
- Poemas solitarios (posthum erschienen, 1928). Lyrik.
- Seis relatos (posthum erschienen, 1929). Erzählungen.
- El sendero (posthum erschienen, 1932).
- El libro bravo (posthum erschienen, 1936). Lyrik.
- Pampa (posthum erschienen, 1954). Lyrik.

### In deutscher Übersetzung
- Das Buch vom Gaucho Sombra. Mit einem Nachwort von Hans-Otto Dill. Berlin: Rütten & Loening 1966. bzw. Die Geschichte vom Gaucho Sombra Berlin: Verlag Neues Leben, 1979, Kompass-Bücherei Band 256. Einheitssachtitel: Don Segundo Sombra.
- Einsamkeit (Solo). In: Aus der Pampa. Dichtungen vom Silberstrom in deutscher Wiedergabe von Robert Lehmann-Nitsche. Einleitung von Hans Friedrich Blunck. (Unter Hinzufügung der spanischen Originaltexte.) Leipzig: F. Meiner 1940, S. 97.
- Der Spuk in der Felsspalte. Übers. von Gerda Theile-Bruhns. In: Unter dem Kreuz des Südens. Erzählungen aus Mittel- und Südamerika. Herausgegeben von Albert Theile. Zürich: Manesse 1956, S. 115–122.
- Allein (Solo). In: Bebendes Herz der Pampa. Gaucho-Dichtung. Übersetzt und herausgegeben von Albert Theile. Zürich: Arche 1959, S. 8.
- Am Herdfeuer. Aus dem Spanischen von Maria von Gemmingen. In: Der weiße Sturm. Argentinien in Erzählungen seiner besten zeitgenössischen Autoren. Auswahl und Redaktion W. A. Oerley. Herrenalb/Schwarzwald: H. Erdmann 1964, S. 196–203, und in 2., bearbeiteter und ergänzter Auflage, Auswahl und Redaktion W. A. Oerley und Curt Meyer-Clason. Tübingen: H. Erdmann 1969, S. 73–80.